# Yojimbo – Der Leibwächter
Yojimbo – Der Leibwächter (jap. 用心棒, Yōjimbō) ist ein Spielfilm von Akira Kurosawa aus dem Jahr 1961. Der richtungsweisende und einflussreiche Film trug mit zur Entstehung des Italowesterns bei.

## Handlung
Ein Rōnin kommt in ein Dorf, in dem die Ushi-Tora und die Seibei, die Schlägerbanden zweier rivalisierender Glücksspielunternehmer, um die Herrschaft kämpfen. Er quartiert sich in einem Wirtshaus ein und beobachtet die Situation. Schließlich fasst er den Plan, die Banden gegeneinander auszuspielen, mit dem Ziel, dass sie sich gegenseitig auslöschen. Er tötet drei Mitglieder der Ushi-Tora in einem offenen Kampf und bietet anschließend seine Dienste den Seibei an. Im weiteren Verlauf des Filmes wechselt er dann mehrfach die Seiten, da beide Banden von seiner Stärke überzeugt sind und mit ihm den Sieg über die Rivalen erreichen wollen.
Lediglich der Bruder des Anführers der Ushi-Tora, Unosuke, der im Verlauf des Filmes von einer Reise zurückkehrt, misstraut dem Rōnin. Von seiner Reise hat er zudem einen Revolver mitgebracht, der ihm und seiner Bande gegenüber den lediglich mit Schwertern ausgestatteten Rivalen einen Vorteil verschafft.
Die Ushi-Tora können den Rōnin gefangen nehmen und die Seibei besiegen. Im Verlauf dieses Kampfes kann der Rōnin sich jedoch befreien und schließlich im finalen Kampf Unosuke und die Ushi-Tora besiegen.

## Synchronisation
Die deutsche Synchronfassung entstand 1980 bei der Beta-Technik Gesellschaft für Filmbearbeitung mbH in München.
| Rolle                          | Darsteller       | Synchronsprecher |
| ------------------------------ | ---------------- | ---------------- |
| Sanjuro Kuwabatake / Der Ronin | Toshirō Mifune   | Hartmut Reck     |
| Unosuke, der Revolverheld      | Tatsuya Nakadai  | Frank Engelhardt |
| Orin, Seibeis Frau             | Isuzu Yamada     | Helga Trümper    |
| Seibei                         | Seizaburo Kawazu | Günter Strack    |
| Ushitora                       | Kyū Sazanka      | Herbert Weicker  |
| Inokichi, Ushitoras Bruder     | Daisuke Katō     | Wolfgang Hess    |
| Wirt Gonji                     | Eijirō Tōno      | Wolfgang Büttner |
| Bestatter                      | Atsushi Watanabe | Kurt Zips        |
| Brauer Tokuemon                | Takashi Shimura  | Peter Capell     |
| Schwertmeister Honma           | Susumu Fujita    | Norbert Gastell  |
| Kohei, Nuis Ehemann            | Yoshio Tsuchiya  | Klaus Guth       |

## Hintergrund
Yojimbo enthält viele Elemente des klassischen Westerns, reichert diese aber mit einem großen Maß an Grausamkeit und moralisch zwiespältigen Gestalten an, allen voran der Rōnin selbst. Nicht zuletzt dadurch wurde der Film zur Vorlage für die späteren Italowestern.
Bereits in der Eingangssequenz wird der Mythos des aufrechten Helden im wahrsten Sinne des Wortes angekratzt: Die Kamera zeigt in Großaufnahme den Rücken Mifunes, der sich kratzt. Im Verlauf der Handlung werden die guten Seiten des Rōnin wie Großzügigkeit, Hilfsbereitschaft oder Gerechtigkeitsempfinden immer wieder mit den negativen wie Zynismus und Gewaltbereitschaft kontrastiert. Damit stellt er den idealen „Helden“ für eine aus den Fugen geratene Welt dar, in der der Mensch zum Tier wird. Dies wird symbolisiert durch einen Hund, der Yojimbo am Anfang des Films aus dem Dorf entgegenkommt und eine abgehackte menschliche Hand im Maul hat.
Durch diesen Pessimismus, Zynismus und den Einsatz von Gewalt wurde der Film stilbildend für den Italowestern, der durch die Neuverfilmung Für eine Handvoll Dollar (1964) von Sergio Leone begründet wurde. Last Man Standing von Walter Hill ist eine weitere Neuverfilmung dieses japanischen Klassikers. Kurosawa wiederum wurde zu diesem Film angeblich durch den US-amerikanischen Roman Rote Ernte von Dashiell Hammett angeregt, was er selbst jedoch in Interviews stets bestritt.
Eine weitere Neuverfilmung ist der Fantasyfilm Der Krieger und die Hexe mit David Carradine, der allerdings nur geringen Erfolg hatte.

## Kritiken
„Der mit viel Virtuosität und spezifischer Begabung für Bildkomposition gedrehte Film besticht vor allem durch seine Vielschichtigkeit: In die hochgespannte Dramatik der Fabel mischen sich groteske Züge und barocke Übertreibungen; das Genre der Samurai-Filme scheint hier in seine eigene Parodie überzugehen.“

„Ein meisterhafter, filmisch wie gedanklich konsequent durchkomponierter, teils bitter-ironischer Diskurs über die Borniertheit der Mächtigen. Mit oft zynisch wirkender Hellsichtigkeit, aber mit humanistischem Erkenntnisinteresse stellt Kurosawa Fragen nach der Verantwortlichkeit des Einzelnen angesichts moralischer Korruption und unmenschlicher Herrschaftsstrukturen im Gewand eines kinowirksamen Actionfilms.“

## Auszeichnungen
Yojimbo war 1962 für einen Oscar in der Kategorie Bestes Kostümdesign nominiert, konnte sich jedoch nicht gegen Das süße Leben durchsetzen.